# Парламентська асамблея середземномор'я
Парламентська асамблея Середземномор'я (англ. Parliamentary Assembly of the Mediterranean) - міжнародна організація, створена в 2005 році після п'ятнадцяти років співпраці між державами Середземноморського регіону. Співпрацю зосереджено на темах, що становлять спільний інтерес, таких, як політичні, соціально-економічні та екологічні питання. Члени цієї організації обговорюють ці питання на періодичних конференціях з безпеки і співробітництва, перша з яких була проведена в 1990 році.

## Цілі
Основна мета асамблеї полягає у формуванні політичного, економічного і соціального співробітництва між державами-членами, з тим щоб знайти спільні відповіді на виклики, з якими стикається регіон і  щоб створити простір для миру і процвітання для народів Середземномор'я.
Членство в асамблеї відкрите виключно для країн Середземномор'я, які представлені на рівних. Це відображається у складі Бюро і змінного президента. Нинішнім президентом асамблеї є Фаїз аль-Таравнех з Йорданії. Кожна національна делегація складається з п'яти членів з рівними голосами та повноваженнями щодо прийняття рішень.
Асамблея здійснює більшу частину своєї роботи через три комітети. Вони зосереджені на трьох стратегічних напрямках: перший комітет присвячений політиці та співробітництву в галузі безпеки, другий орієнтований на економічні, соціальні та екологічні проблеми, а третій комітет відповідає за права людини. Асамблея може також створити спеціальні комітети або спеціальні робочі групи з конкретних тем, таких, як Близький Схід, міграція, вільна торгівля, тероризм, зміна клімату та ін.

## Секретаріат
Секретаріат допомагає президенту асамблеї, Бюро асамблеї та всім її членам у виконанні їх обов'язків, і несе відповідальність за забезпечення координації, допомоги і підтримки в роботі комітетів і всіх інших органів органів асамблеї.
Секретаріат взаємодіє з національними делегаціями, а також з регіональними та міжнародними органами, які зацікавлені в Середземноморському регіоні. Він стимулює діяльність асамблеї, і присуджує премії асамблеї, які видаються окремим особам або установам, робота яких вважається важливою для середземноморського регіону. Генеральний секретар є головою секретаріату. Серхіо Піацци є нинішнім Генеральним секретарем.

## Відносини з несередземноморськими країнами і міжнародними установами
Генеральній Асамблеї ООН наданий статус спостерігача у Парламентській асамблеї Середземномор'я, за постановою A/RES/64/124, прийнятою на 64-й сесії 16 грудня 2009 року.
Місцеві парламентарі грають ключову роль в політичних процесах прийняття рішень в асамблеї. Для реалізації своїх цілей, вона користується підтримкою основних країн у регіоні, а також регіональних установ.

## Штаб-квартира
Штаб-квартира Генерального секретаріату асамблеї знаходиться у Мальті з листопада 2007 року, на знак визнання стратегічної ролі і прихильності до організації Мальти.

## Члени та партнери

### Члени
| - Албанія - Андорра - Алжир - Боснія і Герцеговина - Греція - Єгипет - Ізраїль | - Італія - Йорданія - Кіпр - Ліван - Лівія - Північна Македонія - Мальта | - Марокко - Монако - Палестина - Португалія - Сербія - Сирія - Словенія | - Туніс - Туреччина - Франція - Хорватія - Чорногорія Всього: 26 |

### Асоційовані члени
- Ватикан
- Румунія

### Країни-партнери
- Болгарія
- Грузія
- Росія
- Сан-Марино

### Міжнародні організації-партнери
- Арабський парламент
- Всесвітня метеорологічна організація
- Європейсько-середземноморський університет Словенії
- Ліга арабських держав
- Міжнародний банк реконструкції та розвитку
- Міжпарламентський союз
- НАТО
- ООН
- Організація з безпеки і співробітництва в Європі
- Організація Ісламського співробітництва
- Організація Чорноморського економічного співробітництва
- Парламентська асамблея Ради Європи
- Середземноморський союз
- Союз арабського Магрибу
- ЮНЕСКО